# كويب مخبري

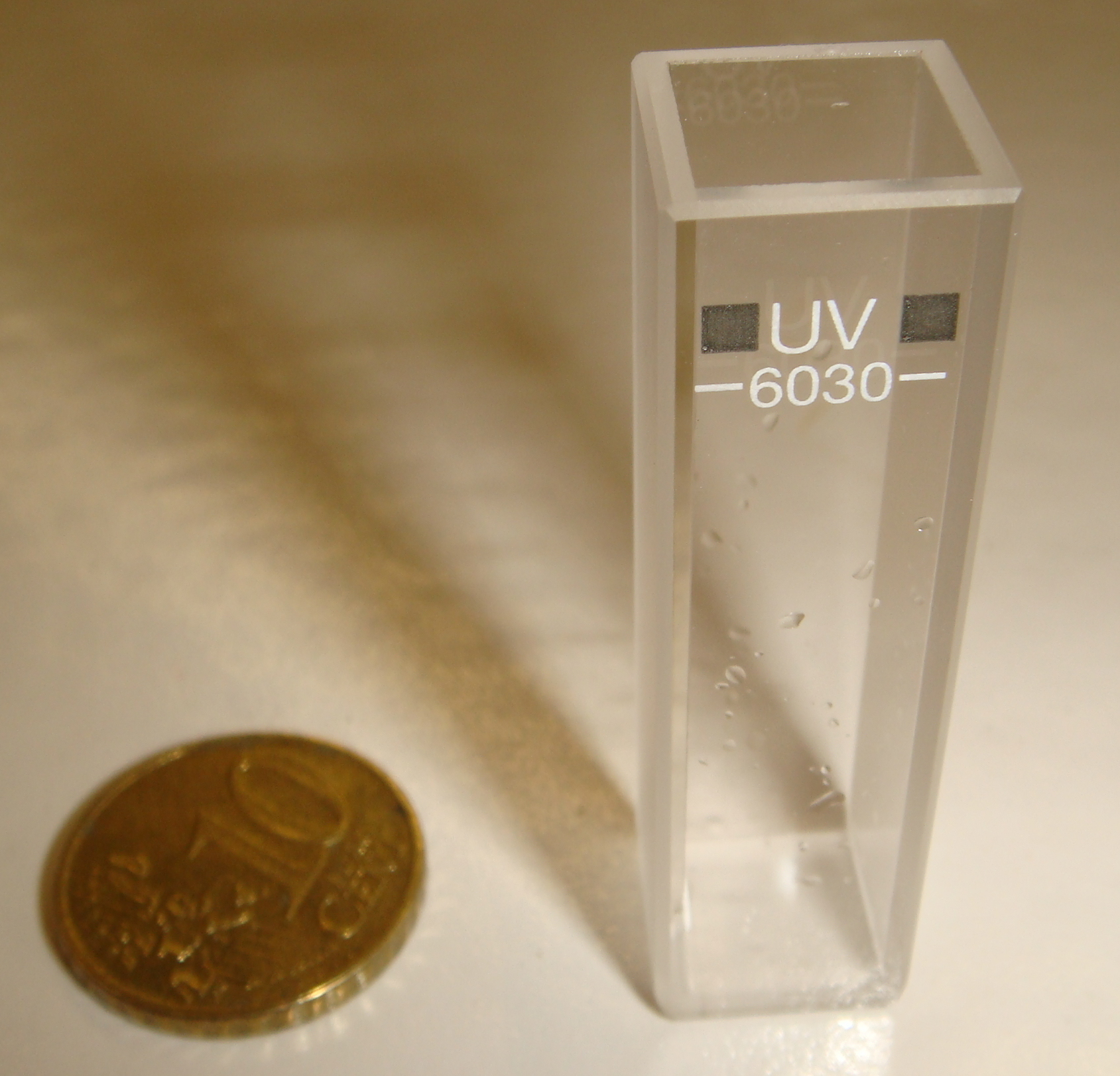
وعاء عينة (مقارنة بحجم 10 سنت.)

الكويب المخبري (بالإنجليزية: cuvette)‏ هو وعاء صغير للسوائل (مثل أنبوبة الاختبار لكنه أصغر) يستخدم لتحليل السوائل بالتحليل الطيفي، ويتم صنعه من الزجاج أو البلاستيك أو الكوارتز (في حالة استخدام الأشعة فوق البنفسجية). ولابد لجوانب الكويب أن تكون شفافة تمامًا دون أي شوائب قد تؤثر على قراءة الطيف. وغالبًا ما يكون المقطع العرضي للكويب مربعًا، أي أن الكويب له أربعة أوجه. بعض أنواعه تكون شفافة في وجهين فقط يمر الضوء عبرهما، ويكون الوجهان الآخران خشنين لمسك الكويب منهما.